# Innocenti paure
Innocenti paure (Stand Against Fear) è un film per la televisione del 1996.

## Trama
Dopo aver subito una serie di molestie sessuali da parte di due giocatori di football, Krista Wilson, una cheerleader di una high school, decide di intraprendere un'azione giudiziaria contro di loro.